# Herbert Sobel
Pour les articles homonymes, voir Sobel.
Herbert Sobel (26 janvier 1912 à Chicago - 30 septembre 1987 dans la même ville) est un officier de l'US Army. Parachutiste de la 101e division aéroportée, il est le premier commandant de la célèbre Easy Company. Connu pour ses méthodes d'encadrement extrêmement dures, il s'attire l'antipathie de ses hommes et amène ses chefs à l'écarter du commandement de sa compagnie. Assigné alors à des tâches d'intendance, il passe la Seconde Guerre mondiale sans combattre puis reprend brièvement du service pendant la guerre de Corée. Connaissant de graves problèmes personnels, il meurt isolé en 1987.

## Biographie

### Avant-guerre
Herbert Sobel naît le 26 janvier 1912 à Chicago dans l'Illinois d'une famille juive. Diplômé en architecture à l'université d'Illinois, il n'exerce pas la profession pour laquelle il est formé mais devient vendeur de vêtements. Fréquentant la Culver Military Academy, il sert ensuite pendant neuf ans dans la garde nationale puis dans la police militaire à Fort Riley au Kansas. Son expérience l'amenant à intégrer l'armée d'active, il y est engagé en 1940 avec le grade de second-lieutenant.

### Seconde Guerre mondiale
Volontaire pour servir dans les  troupes aéroportées nouvellement créées, Sobel est promu premier-lieutenant puis muté au Camp Toccoa en Géorgie où il rejoint les rangs du 506e régiment d'infanterie parachutée (506th PIR). Placé à la tête de la Easy Company du régiment, il en est le premier membre chargé d'assurer la formation et l'entraînement des hommes en vue d'un futur déploiement en Europe ou dans le Pacifique. Sobel se fait alors connaître pour ses méthodes extrêmement dures et méprisantes pour les soldats. Excellent organisateur et gestionnaire, il est promu capitaine par le colonel Sink qui commande le 506th PIR, mais s'attire l'animosité de ses subordonnés qu'il sanctionne à longueur de temps pour des infractions mineures, voire imaginaires. Il s'oppose particulièrement au lieutenant Dick Winters, un des chefs de section de sa compagnie, en qui il voit un rival du fait de la popularité dont celui-ci jouit auprès des hommes.
Après leur formation initiale dans l'infanterie à Toccoa, les hommes du régiment sont envoyés s'aguerrir au parachutiste à Fort Benning puis à Camp Mackall, en Caroline du Nord, afin d'y suivre un entraînement complémentaire au combat. Au cours de ce nouveau stage, Herbert Sobel commence à montrer ses lacunes en matière de tactique au combat d'infanterie, sa compagnie se faisant virtuellement éliminer quand elle est sous son commandement direct. En 1943, intégré à la 101e division aéroportée, le 506th PIR est envoyé en Angleterre en vue de l'opération Overlord. Dans les manœuvres d'entraînement précédant l'invasion de l'Europe, Sobel se signale encore par de nombreuses maladresses au combat, provoquant l'inquiétude de ses hommes à la veille d'engager les hostilités contre les Allemands. Tentant à nouveau d'évincer Dick Winters, Sobel entreprend de le sanctionner pour un motif imaginaire. Ne se laissant pas impressionner, Winters choisit de faire appel de la sanction en cour martiale afin de retarder la procédure et pouvoir participer aux opérations en Normandie. Cependant, Sobel l'écarte du commandement de sa section pour l'assigner à des tâches d'intendance. Mécontents du sort réservé à Winters et de plus en plus inquiets de devoir prochainement aller au combat sous les ordres de Sobel, les sous-officiers de la compagnie, parmi lesquels Bill Guarnere et Carwood Lipton, conscients d'être lourdement condamnés pour insubordination voire mutinerie , écrivent une lettre au colonel Sink dans laquelle ils expriment leur refus d'être menés au combat réel par Sobel lors de l'attaque. Après avoir reçu ces hommes et les avoir vivement réprimandés ou dégradés pour leur démarche, le colonel Sink prenant conscience de la mauvaise ambiance régnant au sein de la Easy Company décide d'en écarter le capitaine. Winters est réintégré comme chef de section et Sobel, remplacé à la tête de la Easy Company par le premier-lieutenant Meehan, est muté dans une école de parachutistes non combattants . Ironie de l'histoire Thomas Meehan et ses hommes seront tués dans le crash de leur avion en Normandie dans la nuit du 5 au 6 juin 1944, sans même avoir pu combattre.
Après le débarquement de Normandie, Herbert Sobel est chargé de missions d'intendance et d'approvisionnement au profit de la 101e division. Bien que son parcours exact soit peu connu il croise à plusieurs reprises le chemin de la Easy Company, comme lors de la préparation de l'opération Market Garden où il réprimande Donald Malarkey qui avait des vues sur une moto transportée dans un convoi qu'il dirigeait. Il est de ceux qui en Belgique subissent le terrible siège de Bastogne lors de la contre-offensive allemande dans les Ardennes. À partir de début 1945, au sein des troupes américaines il entre en Allemagne puis participe à l'occupation du pays vaincu par les armées alliées. Incidemment il y croise Winters, devenu entre-temps major, qu'il néglige de saluer, occasionnant une réprimande justifiée de la part de son ancien subordonné,.

### Après-guerre
Après la guerre, Herbert Sobel retourne vivre à Chicago où il exerce la profession de comptable. Il est rappelé au service actif pour servir brièvement pendant la guerre de Corée puis poursuit son service dans la garde nationale. Il se retire définitivement avec le grade de lieutenant-colonel. Marié et père de trois enfants, il connaît de nombreux problèmes personnels. Divorcé et perdant le contact avec ses enfants, il tente de se suicider en 1970, survit et entre dans un centre de soins à Waukegan où il passe les dix-sept dernières années de sa vie. Bien que décrié pour ses méthodes dures et pour son incompétence au combat, les vétérans de la Easy Company reconnaissent avec le recul que la personnalité de Sobel a contribué à leur cohésion et à leur efficacité au combat. Des anciens de la compagnie tentent un rapprochement, à l'instar de Bill Guarnere qui le convie à des rassemblements de l'association des anciens de la 101e division. Sobel décline toutes les invitations. Victime de malnutrition, il meurt à Chicago le 30 septembre 1987.

## Décorations
|  |  |  |
|  |  |  |
|  |  |  |
|  |  |  |
|  |  |  |

| Combat Infantryman Badge   |             |                         |                         |                                                |                                                |
| Bronze Star                | Bronze Star | American Campaign Medal | American Campaign Medal | European-African-Middle Eastern Campaign Medal | European-African-Middle Eastern Campaign Medal |
| World War II Victory Medal |             |                         |                         |                                                |                                                |
| Parachutist Badge          |             |                         |                         |                                                |                                                |
| Presidential Unit Citation |             |                         |                         |                                                |                                                |

## Postérité
- Interprété par David Schwimmer, Herbert Sobel est présent dans la série Band of Brothers, celle-ci mettant en scène tous les côtés négatifs du personnage, mais aussi la cohésion qu'il génère chez ses subordonnés, renforcée par leur animosité à son égard. La dureté de l'entraînement prodigué trouve écho dans la dureté des combats qui suivent.